# Антоновка (Кировский район)
В Приморье в Чугуевском районе тоже есть село Антоновка.
Анто́новка — село в Кировском районе Приморского края. Входит в состав Руновского сельского поселения.

## География
Село Антоновка стоит на левом берегу реки Белая.
Дорога к селу Антоновка идёт на восток от трассы «Уссури», расстояние до трассы около 3 км, расстояние до села Руновка (на север) около 10 км, до районного центра посёлка Кировский (на север) около 30 км.

## Население
| 1915 | 1926  | 2002 | 2005 | 2010 |
| ---- | ----- | ---- | ---- | ---- |
| 903  | ↗1196 | ↘329 | ↘296 | ↘202 |

## Улицы
| - ул. Комсомольская, - пер. Комсомольский 1-й, - пер. Комсомольский 2-й, | - ул. Озёрная, - ул. Центральная, - ул. Школьная. |

## Экономика
Жители занимаются сельским хозяйством.